# أندرو واتسون مايلز
أندرو واتسون مايلز هو سياسي كندي، ولد في 18 فبراير 1884 في كندا، وتوفي في 9 مايو 1970. حزبياً، نشط في Manitoba Liberal Party ‏.